# Анна-Реджина
Анна-Реджина (англ. Anna Regina) — населённый пункт в государстве Гайана. Административный центр региона Померун-Супенаам.

## География
Город расположен на побережье Атлантического океана к северо-западу от устья реки Эссекибо.

## История
Статус town Анна-Реджина получила в 1970 году.

## Население
В 2002 году население города составляло 12 448 человек.